# Guaratinguetá
 (septembre 2024).
Si vous disposez d'ouvrages ou d'articles de référence ou si vous connaissez des sites web de qualité traitant du thème abordé ici, merci de compléter l'article en donnant les références utiles à sa vérifiabilité et en les liant à la section « Notes et références ».
Guaratinguetá est une ville brésilienne de l'est de l'État de São Paulo. Elle se situe par une latitude de 22° 48' 57" sud et par une longitude de 45° 11' 34" ouest, à une altitude de 530 mètres. Sa population était estimée à 112 091 habitants en 2010. La municipalité s'étend sur 751 km2.

## Maires
| Période | Période | Identité                                  | Étiquette | Qualité |
| ------- | ------- | ----------------------------------------- | --------- | ------- |
| 2009    | 2012    | Antônio Gilberto Filippo Fernandes Junior | DEM       |         |

## Personnalités liées
- Waldomiro Vergueiro, bibliothécaire et professeur brésilien y est né en 1956